# 五仁
五仁，又寫作伍仁，是一種餡料，普遍認為是用芝麻仁、核桃仁、杏仁、瓜子仁、松子仁5種料炒熟後去皮壓成碎丁，最後加入白糖調製而成，呈綠色黏稠狀。中国国家标准规定广式五仁月饼中的五仁馅指由核桃仁、杏仁、橄榄仁、瓜子仁、芝麻仁五种果仁为主要原料，且果仁总体含量不低于20%的馅料。取名五仁，有圓滿和諧的寓意。以之為餡料的月餅在中國北方、廣東、廣西頗受歡迎。

## 以五仁為材料的食品
- 五仁月餅
- 雞仔餅